# Le Dieu manchot
Le Dieu manchot (en portugais Memorial do convento) est un roman historique de l'écrivain portugais José Saramago paru en 1982.

## Résumé
Au XVIIIe siècle, le roi Jean V de Portugal ordonne la construction du couvent de Mafra après le « miracle » qui a rendu Dona Maria Ana d'Autriche enfin enceinte après de multiples tentatives infructueuses. La cour est en liesse, de même que le compositeur Domenico Scarlatti qui enseigne le clavecin à la reine. 
De nombreux travailleurs anonymes participent au gigantesque chantier. Parmi eux, Balthazar, un ex-soldat manchot muni d'un crochet à la main gauche, est épris de Blimunda, une femme d'origine modeste, mais douée de l'étrange pouvoir de voir les gens de l'intérieur. Les deux amoureux connaissent un prêtre, Bartolomeu de Gusmão, le père de l'aérostation. Le trio amorce la construction d'une machine volante, la Passarola, qui lévite grâce à l'action conjuguée du Soleil, de l'ambre, des sphères de verre et de certains métaux qui concentrent la puissance des volontés alors piégés à l'intérieur de l'invention.
Un jour, pendant que Balthazar s'occupe à l'entretien de la Passarola, les câbles qui empêchaient la machine de s'envoler cèdent et l'engin s'élève dans les airs avant de s'écraser plus loin. Balthazar et Blimunda commencent alors une vie d'errance.

## Éditions du roman
- (pt) Memorial do convento, Lisbonne, Caminho, 1982, 351 p. broché  (ISBN 972-21-0026-2)
- (fr) Le Dieu manchot, traduit par Geneviève Leibrich, présentation Pierre Léglise-Costa, Paris, Métailié et Albin Michel, coll. « Domaine portugais » et « Les Grandes Traductions », 1987, 397 p.  (ISBN 978-2-226-02868-6)